# Caatinga
Caatinga (portugalska izgovorjava: [kaaˈtʃĩɡɐ]) je vrsta polsušne tropske vegetacije in ekoregija, za katero je značilna ta vegetacija v notranjosti severovzhodne Brazilije. Ime Caatinga je beseda Tupijev, ki pomeni 'beli gozd' ali 'bela vegetacija' (caa = gozd, vegetacija, tinga = bela). Caatinga je gozd z grmičevjem in trnjem, sestavljen predvsem iz majhnih, trnatih dreves, ki sezonsko odvržejo liste. Kaktusi, rastline z debelimi stebli, bodičasto grmičevje in sušnim razmeram prilagojene trave sestavljajo talno plast. Večina vegetacije doživi kratek izbruh aktivnosti v trimesečnem deževnem obdobju.
Caatinga v celoti spada v zemeljsko tropsko območje in je eden od 6 glavnih biomov Brazilije. Pokriva 912.529 km², skoraj 10 % ozemlja Brazilije. Je dom 26 milijonov ljudi in več kot 2000 vrst rastlin, rib, plazilcev, dvoživk, ptic in sesalcev.
Caatinga je edini izključno brazilski biom, kar pomeni, da velikega dela njegove biološke dediščine ni mogoče najti nikjer drugje na planetu. Unesco ga je leta 2001 razglasil za biosferni rezervat.

## Geografija
Caatinga pokriva notranji del severovzhodne Brazilije, ki meji na atlantsko obalo (razen obrobja Atlantskega gozda), in se razteza čez devet zveznih držav: Piauí, Ceará, Rio Grande do Norte, Paraíba, Pernambuco, Alagoas, Sergipe, Bahia in dele Minas Gerais. Skupaj Caatinga obsega 850.000 km², približno 10 % površine Brazilije. Za primerjavo, površina je več kot devetkrat večja od površine Portugalske, od koder so prišli brazilski zgodnji evropski naseljenci.
Razteza se med 3°J 45°Z in 17°J 35°Z, Caatinga doživlja neenakomerne vetrove iz vseh smeri. Padavine so torej občasne, a intenzivne, v povprečju znašajo 20–80 cm. Čeprav je podnebje običajno vroče in polsušno, Caatinga vključuje več enklav vlažnega tropskega gozda z drevesi, visokimi 30–35 m.
Na severozahodu je Caatinga omejena z gozdovi Maranhão Babaçu; na zahodu in jugozahodu atlantski suhi gozdovi in savane Cerrado; na vzhodu vlažni atlantski obalni gozdovi; na severu in severovzhodu pa Atlantski ocean.

## Podnebje
V suhih zimskih obdobjih ni listja in podrasti, saj rastline poskušajo varčevati z vodo. Korenine štrlijo skozi površino kamnite zemlje, da absorbirajo vodo, preden ta izhlapi. Listje odpada z dreves, da zmanjša transpiracijo. Ker je v sušnih obdobjih vse listje in podrast odmrlo in vsa drevesa nimajo listov, ima Caatinga rumeno-siv videz, podoben puščavi. V največjih sušnih obdobjih lahko zemlja Caatinge doseže temperature do 60 °C.
Suša se običajno konča decembra ali januarja, ko se začne deževno obdobje. Takoj po prvem deževju se siva, puščavska pokrajina začne spreminjati in v nekaj dneh popolnoma ozeleni. Majhne rastline začnejo rasti v zdaj vlažni zemlji in drevesom porastejo listi. Reke, ki so bile v zadnjih 6 ali 7 mesecih večinoma suhe, se začnejo polniti in potoki ponovno začnejo teči.

## Ekologija
Caatinga skriva edinstveno bioto s tisoči endemičnih vrst. Caatinga vsebuje več kot 1000 vrst vaskularnih rastlin poleg 187 čebel, 240 vrst rib, 167 plazilcev in dvoživk, 516 ptic in 148 vrst sesalcev, pri čemer stopnja endemizma variira od 9 odstotkov pri pticah do 57 odstotkov pri ribah.

### Vegetacija
Caatinga ne ustreza eni vrsti vegetacije, temveč širokemu mozaiku. Kljub temu je vsa vegetativna struktura prilagojena kseričnemu podnebju. Prevladujejo sukulentne in križnice; nesukulente imajo majhne, čvrste liste in intenzivno razvejanost na dnu, podobno kot pri grmovju. Nasadi palm običajno vsebujejo palme karnauba ali babaču, občasno pa tudi tucumã in macaúba.
Caatinga ima dovolj endemičnih vrst, da predstavlja floristično provinco.
Večina avtorjev deli Caatingo na dva različna podtipa: suho (sertão) in vlažno (agreste), vendar se kategorizacije razlikujejo do kar osem različnih vegetativnih režimov.

### Živalstvo
Caatinga je dom za skoraj 50 endemičnih vrst ptic, tudi Learova ara (Anodorhynchus leari), Spixova ara (Cyanopsitta spixii), brkata gozdna žolna (Xiphocolaptes falcirostris), papagaj Caatinga (Eupsittula cactorum), Radinopsyche sellowi, črni tiran Sao Francisca (Knipolegus aterrimus) in Pseudoseisura cristata.
Endemične vrste sesalcev so:
- enajst glodavcev - miš Calomys expulsus, rdečenosa miš (Wiedomys pyrrhorhinos), podgana Trinomys yonenagae, podgane Trinomys albispinus minor, Trinomys albispinus sertonius, mišji oposum Thylamys karimii, aguti Dasyprocta sp. n., Oryzomys sp. n., Oxymycterus sp. n., Rhipidomys sp. n. ssp. 1 in Rhipidomys sp. n. ssp. 2
- en primat - titi Callicebus barbarabrownae
- dva netopirja - Xeronycteris vieirai in Chiroderma sp. n.

- Cereus jamacaru
- Pokrajina Caatinga
- Pseudoseisura cristata, endemična vrsta

## Domorodna ljudstva
Najstarejši človeški ostanki v Caatingi so najdeni v narodnem parku Serra da Capivara v Piauíju, kjer so odkrili artefakte, skalne slike in lobanjo z imenom Zuzu, staro približno 8000 let. Ta fosil, ki ga proučujejo, je morda celo starejši od fosila Luzia, ki je trenutno najstarejši na južnoameriški celini.
V biomu sta naseljevali dve veliki domorodni skupini: Macro-Jê in Kariris, ki sta v Caatingi že vsaj dva tisoč let. Po 11. stoletju je v regijo prispela skupina Tupi, ki je prišla z jugovzhoda in preko atlantske obale. Tako so te tri glavne skupine razvile vrsto obredov, običajev, tradicij, jezikov in religij na podlagi njihove interakcije z naravo Caatinge in drugo kulturno dediščino. Vendar pa so prvi stiki s kolonizatorji v 16. stoletju zdesetkali številne staroselske narode in plemena z boleznimi, zasužnjenjem in vdori na ozemlja za živinorejo, sladkorne mline in nova naselja. Številna severovzhodna domorodna ljudstva so se odločila za asimilacijo, opustila svoje običaje, jezik in vero, da bi preživela evropski napredek, zato je veliko severovzhodnih prebivalcev mešanih potomcev domorodnih ljudstev in Evropejcev.
Trenutno so v Caatingi še vedno staroselska ljudstva, med katerimi so največji Potyguaras, ki izvirajo iz Tupijev in prav tako izvirajo iz Atlantskega gozda, kar skupaj šteje več kot 20.000 avtohtonih ljudi. V notranjosti sta največji skupini Xukurus in Pankarus iz Pernambuco Caatinga, skupaj 12.000 in 7000 domorodnih ljudi, verjetno izvora Macro-Jê. Ljudstvo Fulni-Ô je znano po tem, da je edina avtohtona etnična skupina na severovzhodu, ki je ohranila svoj jezik prednikov pri življenju, prav tako pa je ohranila edinstvene kulturne elemente, kot je obred Ouricuri; so eno najmanj akulturiranih severovzhodnih ljudstev s strani evropskih zavojevalcev. Druga pomembna ljudstva Caatinga so Kambiwás, Tremembés, Pitaguary, Kariris, Kiriris in Tabajaras.
Več okoljevarstvenikov, raziskovalcev in domorodnih voditeljev poudarja, da je razmejitev domorodnih ozemelj zelo koristna za ohranjanje okolja, saj povzroča zmanjšanje krčenja gozdov, ohranjanje primarnih in sekundarnih gozdov, nadzor nad onesnaževanjem vodotokov, s čimer pomaga v boju proti povečanju globalna temperatura. Tako je razmejitev, okoljski in avtohtoni aktivizem v Caatingi kanček upanja za obnovitev ekosistemov, favne in flore Caatinge, enega najbolj opustošenih biomov v državi.

### Možni antropogeni izvori
Na podlagi radiokarbonskega datiranja črepinj so zagovorniki zgodovinske ekologije, kot sta William Denevan in William Balee, predlagali, da so lahko veliki deli regije Caatinga antropogenega izvora. Pred več kot 1000 leti so domorodna ljudstva morda nenamerno ustvarila okolje današnje Caatinge z nenehnim poljedelstvom s požigalništvom, s čimer so preprečili nasledstvo rastlin in preprečili, da bi večji deževni gozdovi rasli v regiji.
Nasprotno pa fosilni dokazi kažejo, da je bila Caatinga lahko v zgodovini del veliko večjega suhega pasu.

## Ohranjanje
Caatinga je slabo zastopana v mreži brazilskih ohranitvenih območij, s samo 1 % v ohranitvenih območjih celovite zaščite in 6 % v ohranitvenih območjih trajnostne rabe. Zavarovana območja so narodni park Chapada Diamantina, narodni park Serra da Capivara in narodni park Serra das Confusões.
Gospodarsko razviti je domači biom razdrobil. Ocene o količini Caatinge, na katero vpliva gospodarski razvoj, se gibljejo med 25 in 50 %, zaradi česar je Caatinga najbolj degradiran ekosistem v Braziliji, takoj za Atlantskim gozdom, ki je izgubil več kot 80 % svojega prvotnega pokrova.

## Gospodarsko izkoriščanje
Lokalno prebivalstvo živi v skrajni revščini in mnogi se za preživetje zanašajo na pridobivanje naravnih virov. Virov pitne vode je malo, nabiranje je oteženo zaradi nerednih padavin.

### Kmetijstvo
Domače rastline se uporabljajo v lokalnem kmetijstvu. Zdi se, da ima Pilocarpus jaborandi zdravilne lastnosti. Plodovi umbú in mangabá se uporabljajo neposredno kot hrana, druge vrste pa za krmo. Lokalne palme proizvajajo lavrinsko in oleinsko olje komercialne kakovosti, ki podpira velik del gospodarstva severovzhodne Brazilije.
Tudi melipokultura (racionalno gojenje čebel brez žela) je v regiji dobro razvita in tradicionalna dejavnost. Ena najbolj produktivnih vrst, Melipona subnitida, lokalno znana kot jandaíra, proizvede do 6 litrov medu na leto, kar prebivalstvu prinaša gospodarski dobiček.
Namakanje ob reki São Francisco obljublja, da bo regijo spremenilo v žitnico. Tla so zelo rodovitna, obstoječa namakalna infrastruktura pa že podpira izvoz grozdja, papaje in melon. Obenem namakanje grozi z zasoljevanjem tal.

### Paša
Govedoreja (govedo Guzerá in Red Sindhi) in kozjereja sta priljubljeni in zelo produktivni v regiji. Prekomerna paša in sečnja lesa za kurjavo sta zdesetkala lokalno vegetativno populacijo; zunaj namakanih regij se je območje začelo dezertificirati à la Sahara in Sahel.